# Aslanapa
Aslanapa ist eine Stadt und Hauptort des gleichnamigen Landkreis der türkischen Provinz Kütahya, in osmanischer Zeit hieß der Ort Gireği. Die Stadt liegt etwa 25 Kilometer südwestlich der Provinzhauptstadt Kütahya. In sechs Kilometer Entfernung von der Stadt verläuft die Fernstraße D240 durch den Kreis. Aslanapa wurde am 18. Juni 1967 zur Belediye (Gemeinde) erhoben.
Der Landkreis liegt im östlichen Zentrum der Provinz. Er grenzt im Südosten an den Kreis Altıntaş, im Südwesten an den Kreis Gediz, im Westen an die Kreise Çavdarhisar und Emet, im Norden an den Kreis Tavşanlı und im Nordosten an den zentralen Landkreis. Südlich der Stadt fließt der Göksuyu. Im Süden des Landkreises liegt der 1596 Meter hohe Tava Dağı.
1987 wurde der südwestliche Teil des zentralen Landkreis (Merkez) abgetrennt und als selbständiger Kreis neu gebildet (Gesetz Nr. 3392). Bis dahin war Aslanapa ein eigener Bucak mit 33 Dörfern innerhalb dieses Kreises und hatte bei der letzten Volkszählung vor der Gebietsänderung (1985) eine Bevölkerungszahl von 16.079, wobei 2.058 auf die Bucak Merkezi (Verwaltungssitz des Bucak) also die Gemeinde Aslanapa entfielen.
Ende 2020 umfasste der Landkreis neben der Kreisstadt 31 Dörfer (Köy) mit durchschnittlich 223 Bewohnern. Die Skala der Einwohnerzahlen reichte von 741 (Ören) herab bis auf 32 (Saray), zehn Dörfer hatten mehr Einwohner als der Durchschnitt (232). Die Bevölkerungsdichte (12,1 Einw. je km²) ist die zweitniedrigste in der Provinz.